# オオグチボヤ
オオグチボヤ (大口海鞘、Megalodicopia hians) は、ホヤの仲間の1種。深海に産し、人が大口を開けているような姿をしている。

## 概説
この種はまるで人間が大きな口を開けたような形をしている。それがこの名の由来らしいが、実際にはこの口のような部分は入水孔であり、これを開いてごく小型の動物までも食物とする、肉食性のホヤと呼ばれるものの一つである。和名はそのまま、大きな口に見えることから。

## 特徴
本体はほぼ球形で、直径は50-70mm。その下には30-50mmの柄部があり、その下面で硬い基盤に付着している。柄の太さには変異がある。入水孔は本体の横面にあり、横に裂けた大きな口を形成し、その縁は前唇と後唇が明確に区別出来る。唇の縁は滑らかになっている。出水孔は本体の頂部にあり、入水孔とは異なり、普通のホヤサイズで6葉に囲まれる。外皮はやや厚く、寒天質で半透明、乳黄緑色から乳白色を呈する。表面は滑らかで筋膜はごく薄い。鰓嚢は浅く、褶襞はない。鰓孔は不規則な網目状で、内縦走筋と背膜に当たる構造がない。鰓嚢への入り口にある触手は小さな葉状で数多く、数百に達する。消化管は鰓嚢の腹面側に簡単な環をなし、胃は楕円形で表面に不規則な襞がある。生殖腺はこの腸が作る環の内側に収まる。

## 分布
世界の深海に広く分布し、日本では1965年の段階では相模湾と佐渡島沖の350-400mから、それぞれ1個体が採集されただけであった。しかし2000年に富山湾の水深700-900mにおいて本種の巨大コロニーが発見された。本種の巨大コロニーの発見はこれが世界最初であった。

## 生態
泥質の海底から立ち上がって見えることもあるが、その場合も泥の中の固形物に付着しているものである。
オオグチの名の由来である巨大な入水口については、深海は栄養源に乏しいため、浅海性のホヤより多くの海水を濾過する必要があり、そのために入水孔が大きくなったとの説もある。
本種の消化管内容物の調査や飼育観察の情報からは、流れてきたものが口に入れば、何であれ食べているようで、小型甲殻類まで餌になっているという。つまり本種はやはり肉食性のホヤと言い得る。
富山湾での観察では、集団を作っていた本種が、全て入水口をほぼ同一の方向に向けていた。その方向は固着している斜面の最大傾斜方向の下向きであった。個体の入水孔の向きから見た際に、互いに重ならないような分布をしているようであった。これらのことから、この海域ではある程度の流速を保つ地衝流が存在し、それによって恒久的な餌の供給があるためにコロニーが維持されている可能性がある。これについて、富山湾は栄養豊富であり、餌が多いことから、遙かに貧栄養な環境で肉食性に進化した本種が、富山湾で大きな集団を作り得たのではとの考えもある。
なお、刺激を受けると入水口を閉じ、小さく丸くなる。マニピュレータを使って採集しようとした際には、口を閉じ、しゃがみ込むような動きを見せる。これは5秒もかからない速い動きである。
魚津水族館は本種を1年間飼育維持した。その際水温は2℃に保ち、餌としては冷凍した深海プランクトンを与えたという。

### 肉食性について
本種についてはその消化管内から動物プランクトンやマリンスノーが見つかった例があり、また炭素・窒素安定同位体組成の研究から本種は栄養段階において二次以上の高次消費者であるとの判断もある。
本種を含むオオグチボヤ科 Octanemidae は、深海性の種からなり、水深500-8000mに分布している。一方ではその鰓に繊毛を持たず、通常のホヤのようにそれによって水流を作り、水中の微小藻類や微粒子を拾う、という摂食法を取れない。他方でその入水孔は大きく拡張され、筋肉質の葉状構造によって動き回る餌さえも捕獲出来るようになっている。このことから肉食性ホヤと言われることもある。実際にはその生息地に海底の水流のある場所を選ぶことで、自ら水流を作れない代わりに棲息地にある流れそのものを利用し、その方向に口を開き、流れ込んでくるものは大小無差別に飲み込んでいると思われる。

## 分類
上記のように、本種は同様に深海産の肉食性のホヤと共にオオグチボヤ科にまとめられてきた。しかし、近年生きた資料の入手を元に、分子系統的な検討が加えられた結果、本種はドロボヤ科 Corellidae ときわめて近縁で、この科のものに由来する可能性があるという。

## その他
早川いくをの『へんないきもの』に取り上げられたことでも知られる。この本はシリーズ化されたが、本種が取り上げられたのは最初のもの。その中で『地面から口が生えて笑っている。実にナンセンス』とし、『リトルショップ・オブ・ホラーズの人食い植物』に似ているとしている。